# Центр специального назначения ФСБ
Центр специа́льного назначе́ния ФСБ Росси́и (ЦСН ФСБ России)  — подразделение специального назначения Федеральной службы безопасности Российской Федерации, созданное 8 октября 1998 года. Является самостоятельной структурой в системе ФСБ России, руководитель ЦСН напрямую подчиняется первому заместителю Директора ФСБ России.
Основная задача ЦСН ФСБ России — борьба с международным терроризмом на территории России и за её пределами, включающая в себя деятельность по выявлению, предупреждению, пресечению, раскрытию и расследованию террористических актов посредством проведения оперативно-боевых и иных мероприятий (в соответствии со статьёй 9.1 главы II Федерального закона № 40-ФЗ от 3 апреля 1995 года «О федеральной службе безопасности»).

## История образования
ЦСН ФСБ России создан 8 октября 1998 года, по инициативе директора ФСБ России Владимира Путина путём объединения в единый коллектив подразделений специального назначения органов безопасности.
Решение об образовании Центра было обусловлено нарастающей угрозой распространения международного терроризма и экстремизма. Создание Центра позволило объединить усилия спецподразделений органов безопасности при проведении специальных оперативно-боевых операций по пресечению актов терроризма и силовом обеспечении оперативно-розыскной деятельности по противодействию организованным криминальным структурам.

## Деятельность
По данным на начало 2014 года, за пятнадцать лет своего существования сотрудники ЦСН ФСБ России самостоятельно или во взаимодействии с различными подразделениями провели множество оперативно-боевых мероприятий, в ходе которых изъято значительное количество оружия, боеприпасов, взрывчатых веществ, освобождены сотни захваченных боевиками заложников, обезврежены активные члены бандформирований, среди которых такие одиозные главари, как Салман Радуев, Арби Бараев, Аслан Масхадов, Раппани Халилов, Анзор Астемиров, эмиссары международной террористической организации «Аль-Каида» на Северном Кавказе Абу Умар, Абу Хафс, Сейф Ислам и другие.
По сообщениям СМИ, офицеры Центра принимают участие в военной операции России в Сирии. 1 февраля 2020 года четыре спецназовца погибли в результате подрыва фугаса.
В 2020 году Der Spiegel совместно с Bellingcat и The Insider провели расследование убийства Зелимхана Хангошвили в Берлине в августе 2019 года. По данным расследования, опубликованным в феврале 2020 года, убийство было организовано спецподразделением ФСБ «Вымпел», а подготовку киллера-рецидивиста Вадима Красикова для этого убийства осуществил Центр специального назначения ФСБ.
За годы деятельности ЦСН ФСБ России его сотрудникам более двух тысяч раз вручались государственные награды, двадцать военнослужащих удостоены высшей степени отличия — звания «Герой Российской Федерации» (одиннадцать из них — посмертно).
Подразделение, в том числе спецподразделения ФСБ «Вымпел» и «Альфа», принимают участие в нападении России на Украину. Известно о гибели подполковника Управления специальных операций ЦСН ФСБ Николая Горбаня и гибели подполковника спецназа ФСБ Сергея Привалова.
По информации издания  «Новая газета Европа», в 2024 году подразделения «Вымпел» и «Альфа» участвуют в боях с украинскими войсками в Курской области РФ.

## Руководство
Руководители ЦСН ФСБ России:
- Валерий Григорьевич Андреев, генерал-майор (8—21 октября 1998);
- Александр Евгеньевич Тихонов, генерал-полковник (22 октября 1998 — сентябрь 2022);
- Александр Евгеньевич Бондаренко, генерал-майор (с сентября 2022).

Заместители руководителя ЦСН ФСБ России
- Сергеев, Алексей Викторович, генерал-майор (1999—2017)

## Структура
В состав ЦСН ФСБ России входят следующие спецподразделения:
- Управление «А» (Альфа) — пресечение террористической деятельности на территории инфраструктурных объектов / городская среда
- Управление «В» (Вымпел) — пресечение террористической деятельности в рамках лесного фонда / лесные угодья
- Управление «К» (Кавказ)[14][15] (ранее — Служба специального назначения по г. Ессентуки (СН)) — горная местность.
- Управление «С» (Смерч)[14] — плато.
- Управление «Т» (Таврида) (ранее — 2-я служба «СН» ЦСН ФСБ России, Республика Крым, Симферополь, реорганизована в январе 2020 года)[16] — водные объекты.
- Служба боевого применения специального вооружения (СВ) — тестирование новых единиц вооружения в условиях повышенной опасности.
- Управление «Х» (Хакер) — обеспечение кибербезопасности структур, подведомственных Российской Федерации[источник не указан 834 дня].